# Ngaglik (Parang)
Ngaglik is een bestuurslaag in het regentschap Magetan van de provincie Oost-Java, Indonesië. Ngaglik telt 3056 inwoners (volkstelling 2010).